# Патрік Жияр
Патрік Жияр (20 вересня 1947 — 2021) — бельгійський хокеїст на траві. Грав за клуб «Рояль Леопольд» з Брюсселя. Увійшов до складу збірної Бельгії на літніх Олімпійських іграх 1972 в Мюнхені, де його збірна посіла 10-те місце. Грав на позиції захисника, зіграв 4 матчі і забив 2 голи: по одному у ворота збірних Уганди та Пакистану).